# Tanauan
Tanauan est une municipalité de la province de Batangas, aux Philippines.